# Ferropericlasa
La ferropericlasa o magnesiowüstita es un óxido de magnesio hierro ((Mg, Fe) O) que se interpreta como uno de los componentes principales del manto inferior de la Tierra junto con perovskita de silicato, un silicato de magnesio/hierro con una estructura de perovskita. La ferropericlasa se ha encontrado como inclusiones en algunos diamantes naturales. Un contenido de hierro inusualmente alto en un conjunto de diamantes se ha asociado con un origen del manto más bajo. Se cree que las zonas discretas de ultra baja velocidad en las partes más profundas del manto, cerca del núcleo de la Tierra, son gotas de ferropericlasa, ya que las ondas sísmicas se ralentizan significativamente a medida que pasan a través de ellas, y se sabe que la ferropericlasa tiene este efecto en las altas presiones y temperaturas encontradas en lo profundo del manto de la Tierra. En mayo de 2018, se demostró que la ferropericlasa es anisotrópica de formas específicas en las altas presiones del manto inferior, y estas anisotropías pueden ayudar a los sismólogos y geólogos a confirmar si esas zonas de velocidad ultrabaja son realmente ferropericlasa, al pasar ondas sísmicas a través de ellas desde varias direcciones diferentes y observando la cantidad exacta de cambio en la velocidad de esas ondas.

## Zona de transición de giro
Los cambios en el estado de rotación de los electrones en el hierro en los minerales del manto se han estudiado experimentalmente en ferropericlasa. Las muestras están sujetas a las condiciones del manto inferior en una celda de yunque de diamante calentada con láser y el estado de rotación se mide usando espectroscopía de rayos X sincrotrón. Los resultados indican que el cambio de un estado de centrifugado alto a bajo en hierro ocurre con una profundidad creciente en un rango de 1000 km a 2200 km. Se espera que el cambio en el estado de centrifugado esté asociado con un aumento de densidad con la profundidad mayor al esperado. 